# Gerd Gatzweiler
Gerd Gatzweiler (* 1945) ist ein deutscher Taekwondo-Trainer, Cheftrainer des RSC Essen (DJK Rüttenscheider Sportclub e. V.). Er ist Träger des 8. Dan (DTU/Kukkiwon).

## Sportlicher Werdegang
Er begann 1963 mit Taekwondo, damals noch "Koreanisches Karate", bei dem koreanischen Bergmann Kim Byung-wook, bis dieser zur Deutschen Sporthochschule Köln ging. Danach trainierte er weiter bei Kim Woo-kang, der ebenfalls als Bergmann nach Deutschland kam und erst später (u. a. durch Unterstützung Gatzweilers) als Taekwondo-Trainer zurückkehrte.
1968 legte er die Prüfung zum 1. Dan ab. Seine Registrierungsnummer weist ihn als zweiten Danträger Europas aus; Heinz Wiesemann, ebenfalls aus Essen, ist die Nr. 1. 1971 gründete Gatzweiler im Essener Stadtteil Rüttenscheid den ersten gemeinnützigen Verein für Taekwondo in Essen, aus dem in den folgenden Jahren Welt-, Europa- und viele Deutsche Meister hervorgehen sollten.

## Erfolge als Trainer
Als Trainer im olympischen Taekwondo hat er u. a. die ersten zwei deutschen Europa- (Josef Ascanio und Christian Strzysch) und die ersten beiden deutschen Weltmeister (Rainer Müller 1979, Dirk Jung 1982) sowie den ersten deutschen Gewinner einer olympischen Bronzemedaille (Markus Woznicki 1988) ausgebildet. Auch im Formenbereich konnten viele seiner ehemaligen Schüler in Europa Titel oder vordere Plätze erreichen.
Das Hauptinteresse des Esseners gilt der Vielseitigkeit des Taekwondo als Kampfkunst: Hunderte seiner Schüler legten erfolgreich Schwarzgurtprüfungen ab.

## Ehrungen
- 1978: Sportplakette der Stadt Essen
- 1993: Ehrennadel in Gold der Nordrhein-Westfälischen Taekwondo-Union
- 2020: Bundesverdienstmedaille[1]

## Schriften
- Taekwondotraining - Prüfungsprogramm 9.-4. Kup, Meyer & Meyer 2009, ISBN 3898995267
- Handbuch Taekwondo: Technik - Training - Prüfungsordnung, Meyer & Meyer 2012 (2. Auflage), ISBN 3898997383